# Photographie panoramique
Pour les articles homonymes, voir Panoramique.

Panoramique de la terrasse du château de Saint-Cloud, près de Paris.

La photographie panoramique est un genre de photographie ou une technique qui consiste à créer des images avec des champs exceptionnellement larges.
Elle est obtenue par un appareil photographique spécial qui permet d'obtenir une image beaucoup plus large que haute. Le procédé a un intérêt quand le champ visé est plus large que l'ouverture de celui d'un objectif à courte focale.
L'appareil fixé sur un trépied combine la rotation latérale du boîtier ou d'une optique avec le défilement du film devant une fente. En numérique, l'appareil utilise, de la même manière, un capteur linéaire, qui parcourt successivement les directions incluses dans la champ, ou assemble automatiquement les portions successives de l'image parcourues pendant le mouvement. Des logiciels facilitent la fabrication d'un panoramique à partir de vues prises avec un appareil ordinaire ; pour obtenir de bons résultats, il faut que le sujet n'ait pas bougé entre les vues, et que l'exposition optimale des parties du panorama ne soit pas trop différente.
Le premier magazine présentant des photographies panoramiques est Le Panorama. Merveilles de France, Belgique, Suisse, Algérie et Tunisie publié en 1895.

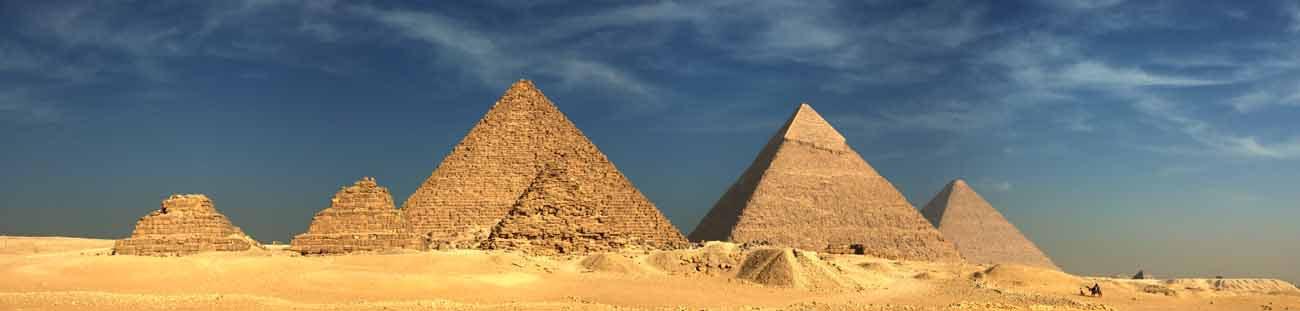
Les pyramides de Gizeh.

Il existe aussi des panoramiques au rendu droit, linéaire, orthoscopique. Ils sont pris par un appareil traditionnel par recadrage d’une fenêtre au format panoramique. Le Fuji 617 n'était ni plus ni moins qu'un grand format recadré en panoramique sur pellicule moyen-format. Le Fuji GX100S ou l'Hasselblad X2D 100C, avec leur ratio panoramique, découpe le haut et le bas de l'image. L'assemblage panoramique en géométrie droite revient au même. La projection Panini, à la perspective pseudo-linéaire, imite ce rendu, pour des angles non couverts par les objectifs. 
Le recadrage ou l’assemblage en perspective droite permet d’obtenir des images qui balaient un champ horizontal de quelques degrés (super téléobjectifs de 300mm ou plus) à 135° (ultra super grand-angle de 10mm). 
Au-delà de 100° et jusqu’à 180°, c'est la projection ‘Panini’ qui permet une perspective d’apparence linéaire sans « courber » les lignes de fuite ni étirer exagérément les bords de l’image (phénomène qui apparaît dès 80° de champ). Voir le lien tksharpless.net/vedutismo/Pannini pour comprendre en images cette projection. Des corrections ponctuelles sous un logiciel photo, permettent de « re-linéariser » localement ce que l'on détecte qui n'a pas été parfaitement corrigé. Aucun objectif ne peut saisir ce "déroulé" de l'espace.
Le photographe Hervé Sentucq utilise exclusivement cette projection dans ses panoramas de plus de 100° de champ horizontal.

## Description
Une photographie panoramique peut être réalisée :  
- soit, très simplement, avec un smartphone ou un appareil photographique numérique, en utilisant la fonction « Panoramique » en temps réel, puis en tournant autour de soi.
- soit, en une fois, avec plusieurs appareils photographiques numériques assemblés en boule, tenus sur une tige, posé sur un trépied ou lancé.
- soit avec un appareil photographique numérique et un logiciel permettant d'assembler plusieurs vues prises au préalable.

Dans ce cas, le photographe réalise plusieurs vues avec l'appareil fixé sur un trépied. Il tourne l'appareil entre chaque prise de vue en faisant se chevaucher deux vues consécutives. Un logiciel permet ensuite d'assembler les différentes images obtenues.
L'angle de prise de vue à l'horizontale peut atteindre 360°, le choix d'utiliser un grand angle et de mettre l'appareil en format vertical s'impose pour obtenir un format d'image agréable.
Certains appareils numériques permettent la prise de vue sans pied, une partie de l'image précédente étant affichée en surimpression sur la visée suivante, en se rappelant que le photographe doit tourner autour de l'appareil et non l'inverse, sinon des problèmes de parallaxe interviennent lors de l'assemblage.
Elle se réfère également à des formats relativement larges (voir format APS).

## Techniques

### En argentique: rotation de l'objectif
Cette technique nécessite l'utilisation d'appareils et d'objectifs spécifiques ; elle est actuellement peu utilisée. 
- soit avec un appareil photographique argentique panoramique tel que le Linhof Technorama 617 comme le fait Peter Lik ou comme l'a fait Josef Sudek pour ses photos de Prague.

#### Photographes pratiquant la photographie panoramique argentique

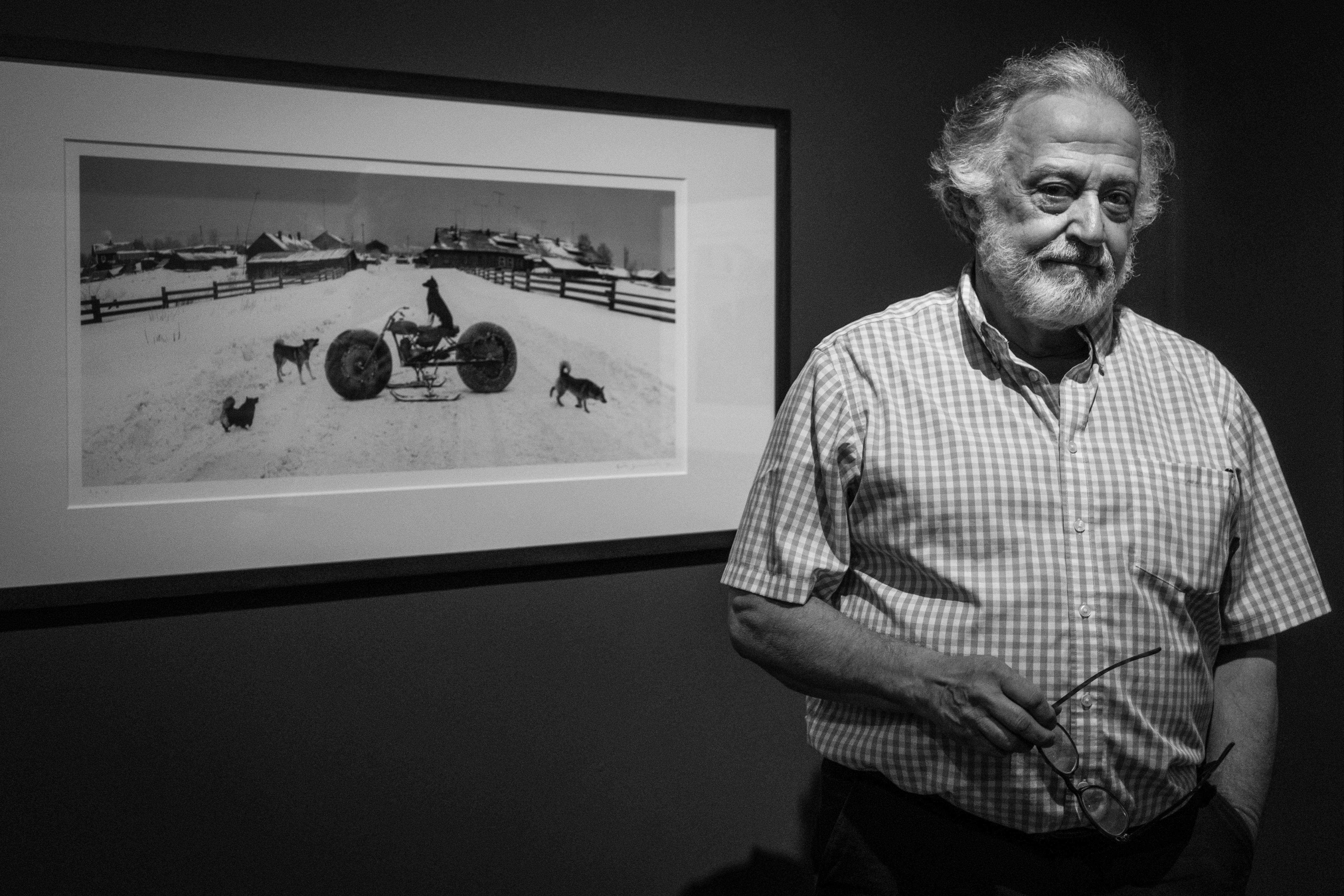
Pentti Sammallahti devant une de ses photos panoramiques.

Liste non exhaustive
- John Baldessari
- Édouard Elias
- Josef Koudelka[3]
- Hervé Sentucq
- Hiroji Kubota[4]
- Frédéric Martens
- Xu Peiwu
- Bruno Réquillart[5]
- Pentti Sammallahti[6]
- Pierre de Vallombreuse
- Michael von Graffenried

### En numérique: assemblagea posterioriou intégré

La technique par assemblage consiste à prendre plusieurs vues comportant des zones communes de recouvrement, et à les assembler ensuite grâce à un logiciel. De nombreux appareils photos proposent une fonction panoramique intégrée, qui suggèrent la zone de recouvrement à utiliser, et produisent eux-mêmes l'assemblage.
Le montage par recouvrement, qu'il résulte d'une fonction intégrée ou de l'utilisation d'un logiciel, entraine la duplication des sujets mobiles lorsqu'ils sont présents dans le champ de la prise de vue.
Certains programmes effacent les personnes mobiles, évitant l'apparition de fantômes.
L'assemblage de plusieurs photos peut permettre de décomposer une action.
L'assemblage de photos peut être utilisé pour augmenter la résolution de l'appareil photo.

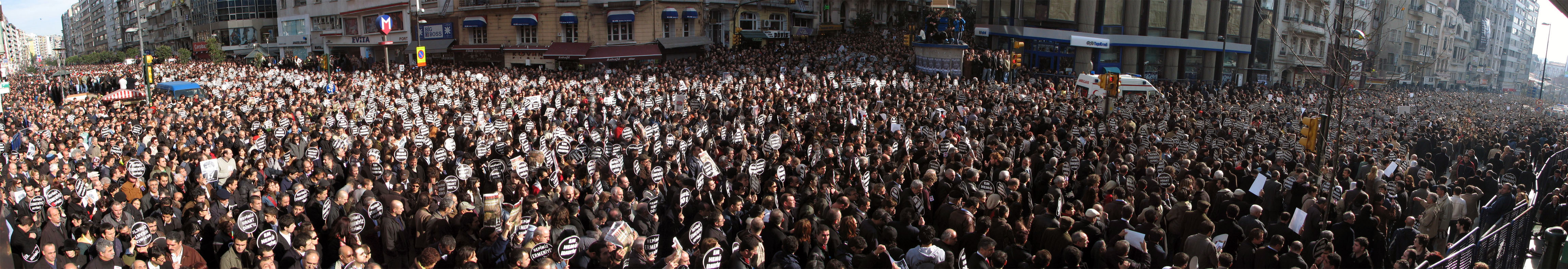
Exemple de la photo panoramique d'une foule retouchée par Photoshop, avec surimpression de personnages mobiles représentés en double.

Exemple de photo panoramique obtenue avec une fonction intégrée, sans logiciel d'assemblage ou de retouche : un personnage est présent cinq fois, d'autres deux fois.

Reconstitution d'un saut de moto lors d'une compétition, assemblage de cinq photos.

## Logiciels pour la création des photos panoramiques
- Image Composite Editor aka ICE (Microsoft Research)
- Hugin
- AutoStitch
- PTGui
- Panorama Factory
- Photo Stitch (Canon)
- Realviz (Autodesk)
- AutoPano
- PTAssembler
- Photoshop (avec l'outil Photomerge)
- Lightroom
- Affinity Photo
- Panovolo
- PanoramaStudio

## Exemples d'images panoramiques

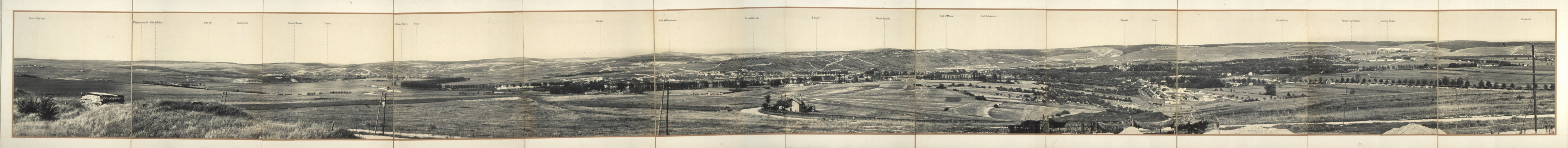
Panorama du champ de bataille à Verdun en 1917.

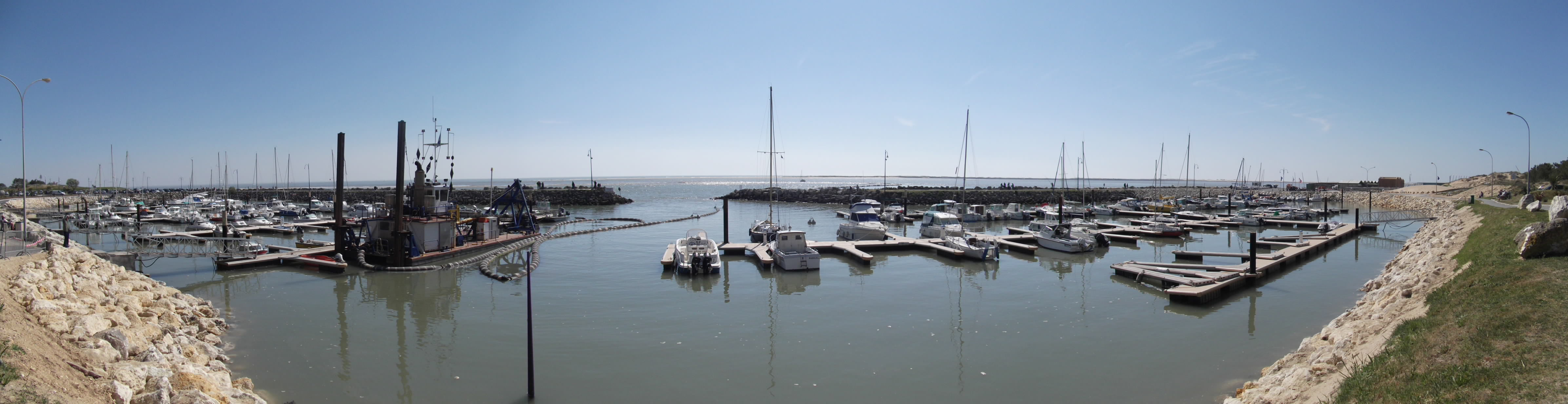
Port de la Palmyre.

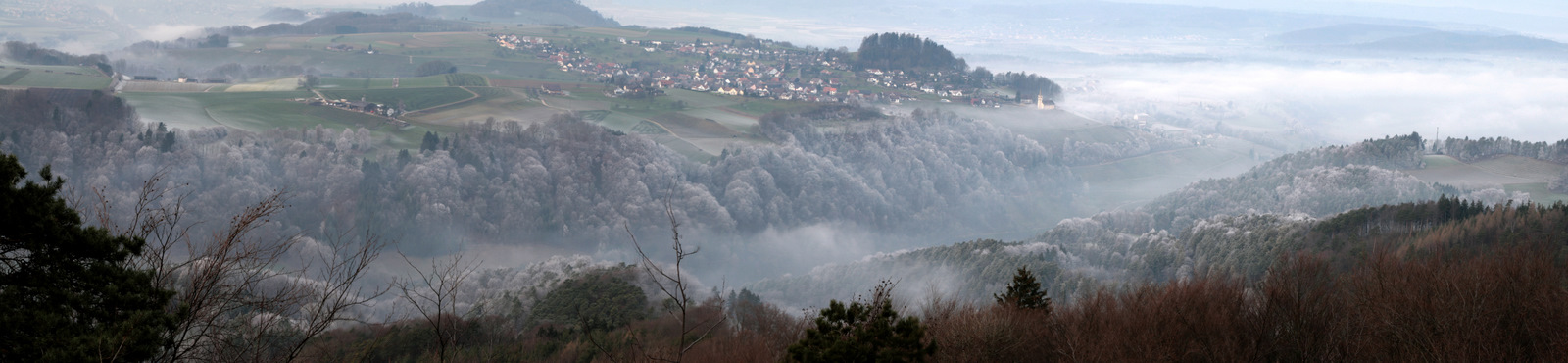
La vallée du Rhin et le village de Buchberg.

Image panoramique de la piste d'entrainement de la forêt de Soignes.

Vue panoramique des jardins étagés de l'abbaye de la Cambre.

Le golf de Sept Fontaines en automne. Trous n° 12 Forêt et 2 Château.

La photographie panoramique de Taipei, Taïwan.

Le panoramique sert le plus souvent à la photographie de paysage ; le photographe chinois Zhuang Hui, après bien d'autres, l'a utilisé pour des portraits de groupe.

## Expositions
- 25 janvier - 20 mai 1991 : Panorama des panoramas, Palais de Tokyo, Paris[10].